# Москаленко Валентин Іванович
Валентин Іванович Москаленко (24 квітня 1908, місто Сміла, тепер Черкаської області — квітень 1984, Москва) — співробітник радянських спецслужб, міністр внутрішніх справ Естонської РСР (1953), міністр державної безпеки Естонської РСР (1950—1953). Депутат Верховної ради СРСР 3-го скликання.

## Біографія
Народився в родині машиніста паровоза. У 1925 році закінчив семирічну трудову школу в місті Сміла.
Валентин Москаленко з серпня 1925 по серпень 1928 років був курсантом Української військово-підготовчої школи імені Фрунзе в Харкові. З серпня 1928 по серпень 1930 р. працював фельд'єгером і начальником експедиції фельдзв'язку в окружному відділенні ГПУ у Білій Церкві, а з серпня 1930 по травень 1933 року — був оперуповноваженим Сквирського районного відділу ДПУ в Київській області. Член ВКП(б) з грудня 1931 року.
У травні 1933 року Валентина Москаленка призначили оперуповноваженим Київського обласного відділу ГПУ. З листопада 1933 по лютий 1935 року він обіймав посаду заступника начальника політичного відділу Ровеньківської машинно-тракторної станції з роботи ОДПУ-НКВС в Донецькій області. Потім, з лютого по жовтень 1935 року працював начальником районного відділу НКВС у Троїцьку. У жовтні 1935 року Валентина Москаленка призначили начальником Сватівського районного відділу НКВС у Донецькій області (до жовтень 1936 року). 22 березня 1936 р. він отримав звання молодшого лейтенанта державної безпеки.
З жовтня 1936 по серпень 1938 року Валентин Москаленко був начальником секретно-політичного відділу Маріупольського міського відділу НКВС, з серпня 1938 по липень 1939 років працював начальником міського відділу НКВС у Макіївці Сталінської області. 22 червня 1939 року Валентина Москаленка у званні лейтенанта держбезпеки. З липня до вересня 1939 року служив начальником 2-го відділу УДБ НКВС по Сталінській області.
З вересня 1939 по квітень 1940 року був заступником начальника оперативної групи НКВС у Західній Україні. З квітня 1940 по березень 1941 року — начальник економічного відділу Управління НКВС по Волинській області, а з квітня до липня 1941 року — заступник начальника Управління НКДБ по Ровенській області, 28 квітня 1941 року був підвищений до старшого лейтенанта державної безпеки.
З липня по жовтень 1941 року Валентин Москаленко був начальником військ НКВС 12-ї армії Південно-Західного фронту, а потім заступником начальника спецвідділу НКВС 6-ї армії Воронезького фронту, а з вересня 1942 по листопад 1943 року — начальником відділу НКВС/відділу II Управління контррозвідки Народного Комісаріату Оборони Воронезького/1-го Українського фронту. 16 жовтня 1942 року він був призначений капітаном держбезпеки, а 11 лютого 1943 підполковником.
З листопада 1943 по березень 1945 року Валентин Москаленко обіймав посаду начальника відділу контррозвідки Народного Комісаріату Оборони 38-ї армії. З 21 лютого 1944 року — у званні полковника, він з березня до вересня 1945 року керував відділом контррозвідки 49-ї армії, а з вересня 1945 по жовтень 1946 року — був начальником відділу управління контррозвідки Народного Комісаріату Оборони/МДБ Київського військового округу.
З 21 жовтня 1946 по 28 січня 1950 року був начальником Управління МДБ Читинської області.
З 28 січня 1950 по 16 березня 1953 року — міністр державної безпеки Естонської РСР, одночасно з 1 липня 1950 по 20 серпня 1953 року — член Бюро ЦК Комуністичної партії (більшовиків) Естонії / Компартії Естонії. З 16 березня по 23 травня 1953 року Валентин Москаленко обіймав посаду міністра внутрішніх справ Естонської РСР.
З травня 1953 року по березень 1956 року був заступником начальника Управління МВС Московської області, з квітня 1956 року по листопад 1958 на пенсії, потім працював у виконкомі Московської міської ради, зокрема, інспектором управління охорони. І лише у червні 1968 року Валентин Москаленко вийшов на пенсію.

## Нагороди
- Орден Леніна (двічі — 20 липня 1950 і 1 червня 1951)
- Орден Червоного Прапора (тричі — 10 січня 1944, 31 травня 1945 року і 6 травня 1946)
- Орден Вітчизняної Війни I ст. (23 травня 1945)
- Орден Вітчизняної Війни II ст. (1943)
- Орден Червоної Зірки (двічі — 17 березня 1943 року і 3 листопада 1944)